# 志月かなで
志月 かなで（しづき かなで、1989年10月13日 - ）は、日本の怪談師、女優。2015年、怪談師としてデビュー。

## メディア

### テレビ
- 幸せ！ボンビーガール（日本テレビ、2015年9月1日）
- ビートたけしの超常現象(秘)Xファイル オカルト国民総決起集会スペシャル!!（テレビ朝日、2015年12月27日）
- ファミ劇でも20時間生放送やれんのか?!（ファミリー劇場、2016年1月10日 - 11日）
- マツコの知らない世界 ＃69「心霊ビジネスの世界」（TBS、2016年7月12日）
- 怪談グランプリ2017（関西テレビ、2017年8月6日）
- ピエール瀧のしょんないTV（静岡朝日テレビ、2018年8月30日・9月6日）
- ダイヤモンド☆コレクション（千葉テレビ、 2018年11月26日）

### インターネット放送
- まこみなの限界ギリギリツアー（AbemaTV、2016年6月11日）
- アソビじゃねんだよTV（AbemaTV、2016年8月15日）
- やり残したことをやっちゃうぞ2016夏（AbemaTV、2016年8月26日）
- DDTの木曜The NIGHT（AbemaTV、2018年8月2日）
- PERSONA5 the Animation 純喫茶ルブラン屋根裏放送局（AbemaTV、2018年8月29日）
- 学校の階段で怪談（Amazon channel恐怖）
- 山口敏太郎のミステリー探偵社（K’zStation）

### ラジオ
- セイタロウ＆ケイザブローおとこラジオ（FM NACK5、2015年8月7日放送)
- 山口敏太郎の日本大好き（FMびざん、2015年11月22日（100回記念公開収録、107回））

### 書籍
- 群馬の怖い話―赤城山に百足が蠢く―（TOブックス）
- 群馬の怖い話２（TOブックス）
- 三重の怖い話共著（TOブックス）
- 怪談師・志月かなでの宵闇話 (大都コミックス)
- 怪談師・志月かなでの宵闇話　赤い橋 (大都コミックス)
- 怪談グランプリ2018 地獄変（TOブックス）
- 怪談王 戦慄編（TOブックス）
- 最恐怪談師決定戦 怪談王 戦慄編(TOブックス)
- ミラクルきょうふ！本当に怖いストーリー 永遠の呪縛（西東社）
- ミラクルきょうふ！本当に怖いストーリー DX（西東社）
- ミラクルきょうふ！ 怖いストーリーMEGA 幕開け（西東社）
- ミラクルきょうふ! 本当に怖いストーリーDX 黒い炎（西東社）
- ミラクルきょうふ! 怖いストーリーMEGA 巣食う（西東社）
- ミラクルきょうふ! 本当に怖いストーリーDX 赤い夜（西東社）
- ミラクルきょうふ! 怖いストーリーMEGA 伝染る（西東社）
- ミラクルきょうふ! 本当に怖いストーリーDX 白い闇（西東社）
- ミラクルきょうふ! 本当に怖いストーリーDX 青い涙（西東社）
- ミラクルきょうふ! 本当に怖いストーリーDX 珊瑚（西東社）
- ミラクルきょうふ! 本当に怖いストーリーDX 水晶（西東社）
- ミラクルきょうふ! 本当に怖いストーリーDX 蒼玉（西東社）

### 映画
- トモシビ - パートの女性 役
- 空中軍艦アトランティス - シアン 役

### 講座・講演
- アフターファイブ文学講座『朗読・古典怪談とさいたまの妖怪伝説』（さいたま文学館）
- アフターファイブ文学講座『怪談紙芝居・小泉八雲の世界』（さいたま文学館）
- ８雲だョ！全員集合！（小泉八雲記念館）

### アプリ配信
- 東京都指定助成事業 マンガ動画 東京100話 隠された物語 - ナレーション
- ドラゴンフライト - カウガール 役

### ライブ・イベント
- 文豪怪談（2015年8月1日・2日）
- 浅草女子怪談 - レギュラー出演
- 山口敏太郎×大槻ケンヂ「昭和ゆるゆる大図鑑」（2016年2月11日）
- ハリセンボンの「聞かせてよ！」（2016年7月17日）
- 肉人さんいらっしゃい、UFO召喚イベント（2016年11月2日・3日）
- 怪談王2016（2016年8月7日） - 優勝
- アルスマグナ 5th Single「九瓏ノ主学園臨時授業vol.4」（2016年8月31日）
- 怪談王2017（2017年8月18日）
- 志月かなでの古民家怪談 - レギュラー出演
- 怪談王2018（2018年8月25日）
- 怪奇銭湯～呪われた大黒湯～（2018年8月28日）
- 百鬼妖宴 - レギュラー出演

### MC
- ミスあやかしコンテスト
- アートギャルリ谷中ふらここ 5周年記念イベント
- 「端ノ向フ」完成記念上映会（2012年12月8日）

他多数